# لوکا جیانونه
لوکا جیانونه (انگلیسی: Luca Giannone؛ زادهٔ ۲ ژوئیهٔ ۱۹۸۹) بازیکن فوتبال اهل ایتالیا است.
از باشگاه‌هایی که در آن بازی کرده‌است می‌توان به باشگاه فوتبال ارورا پرو پاتریا ۱۹۱۹، باشگاه فوتبال بولونیا، باشگاه فوتبال کروتونه، باشگاه فوتبال رجانا، و باشگاه فوتبال ناپولی اشاره کرد.